# Jednací řád
Jednací řád kolektivního orgánu je soubor formálních pravidel, jimiž se řídí jednání tohoto orgánu, případně i jednání jeho výborů či jiných podskupin a jednotek. Jednací řády se používají jak v oblasti politiky (jednací řády parlamentů, vlád, politických stran atd.) a podnikání (jednání správních rad, představenstev, kolektivní vyjednávání atd.), tak i v oblasti soukromého života (jednání spolků, církevních staršovstev, rodičovských rad ve školách atd.). Moderní jednací řády zejména v anglosaských zemích jsou ovlivněny praxí, která se vyvinula během staletí v anglickém parlamentu, proto se zde často jednacímu řádu říká parliamentary law, doslova tedy „parlamentní zákon“. „Uplatnění jednacího řádu je nejlepší dosud navrženou metodou, jak umožnit shromážděním libovolné velikosti s náležitým respektem k názoru každého člena dospívat k obecné shodě v maximálním počtu otázek různé složitosti v minimálním čase při všech druzích vnitřního klimatu sahajících od úplné harmonie až k zatvrzelé či vášnivé rozdílosti názorů,“ říká úvod k populárnímu americkému pojednání o jednacím řádu (Robert's Rules of Order Newly Revised, 10. vydání, Introduction, S. xlviii).
Jednací řád může být stanoven při vzniku grémia jeho zakladatelem nebo jej odhlasuje samo grémium po svém vzniku. V řadě případů není jednací řád explicitně sepsán a grémium se řídí tradičními zvyklostmi anebo pravidly přejatými z cizích jednacích řádů. Důležité je, aby jednací řád vyhovoval principům spravedlnosti a rovnoprávného zastoupení členů a aby jednajícímu grémiu umožňoval dosahovat rozhodnutí, tedy konat činnost, pro niž je určeno.
Z právního hlediska jsou pro formální fungování kolektivních orgánů důležité především tyto zákony: jednací řád parlamentu a zákony upravující činnost orgánů samosprávy; shromažďovací a spolkové právo a zákony o politických stranách; zákony upravující činnost firem, družstev a společenství vlastníků domů.